# Eremicamura mercuriata
Eremicamura mercuriata is een vlinder uit de familie van de dominomotten (Autostichidae). De wetenschappelijke naam van de soort is voor het eerst geldig gepubliceerd in 1962 door Gozmany.